# Lichte
Lichte là một đô thị thuộc huyện Saalfeld-Rudolstadt, trong bang Thüringen, nước Đức. Đô thị Lichte có diện tích 19,36 km².